# Lijst van voetbalinterlands Bermuda - Saint Kitts en Nevis
Deze lijst van voetbalinterlands is een overzicht van alle officiële voetbalwedstrijden tussen de nationale teams van Bermuda en Saint Kitts en Nevis. De landen speelden tot op heden drie keer tegen elkaar. De eerste ontmoeting was een vriendschappelijke wedstrijd in Hamilton op 14 december 2007. Het laatste duel, eveneens een vriendschappelijke wedstrijd, vond plaats op 21 februari 2016 in Basseterre.

## Wedstrijden
| № | Plaats     | Datum            | Competitie        | Wedstrijd                      | Uitslag |
| - | ---------- | ---------------- | ----------------- | ------------------------------ | ------- |
| 1 | Hamilton   | 14 december 2007 | Vriendschappelijk | Bermuda – Saint Kitts en Nevis | 1 – 2   |
| 2 | Hamilton   | 16 december 2007 | Vriendschappelijk | Bermuda − Saint Kitts en Nevis | 4 − 2   |
| 3 | Basseterre | 21 februari 2016 | Vriendschappelijk | Saint Kitts en Nevis − Bermuda | 3 − 0   |

## Samenvatting
| Competitie        | Totaal gespeeld | Winst Bermuda | Gelijk | Winst St. Kitts-Nev. | Doelsaldo Bermuda – St. Kitts-Nev. |
| ----------------- | --------------- | ------------- | ------ | -------------------- | ---------------------------------- |
| Vriendschappelijk | 3               | 1             | 0      | 2                    | 5 − 7                              |
| Totaal            | 3               | 1             | 0      | 2                    | 5 − 7                              |

Wedstrijden bepaald door strafschoppen worden, in lijn met de FIFA, als een gelijkspel gerekend.